# Don Matteo (televizijska serija)
Don Matteo (tal.: Don Matteo) talijanska je kriminalistička televizijska serija u proizvodnji RAI-a s Terenceom Hillom u naslovnoj ulozi. Prva epizoda serija emitirana je 7. siječnja 2000. Don Matteo je jedna od najgledanijih talijanskih televizijskih serija. Prikazuje se i u Sjedinjenim Državama, Poljskoj, Njemačkoj i Hrvatskoj. 
Za ulogu don Mattea Terence Hill dobio je nagradu za najboljeg glumca, a Alessandro Jacchia za najboljeg redatelja na Monegaškom televizijskom festivalu 2002.
Radnja serije u završnim sezonama isprepliće se s radnjom serije Neka nam Bog pomogne, slične tematike, ali s časnom sestrom u glavnoj ulozi. Obje su serije nadahnute Chestertonovim likom svećenika-detektiva oca Browna.

## Sinopsis
Radnja serije prikazuje dobroćudnog i hrabrog svećenika Don Mattea koji svojim britkim umom i simpatičnim osmijehom pomaže karabinjerima u rješavanju najtežih slučajeva u malom mjestu Gubbio (kasnije Spoleto). Njegov najbolji prijatelj je narednik Antonio "Nino" Cecchini koji s njim obožava igrati šah i uvijek mu govori detalje svakog slučaja. Kapetan Flavio Anceschi (kasnije Giulio Tommasi, a od 11. sezone kapetanica Anna Olivieri) ne gleda baš blagonaklono na svećenikovo mješanje u slučaj, ali s vremenom ipak prihvaća Don Mattea. Osim njih stalni članovi družine su domaćica u župnom dvoru, vječito mrzovoljna, ali dobrodušna Natalina, te sakristar Pippo.
U 4. epizodi 13. sezone serije, Terence Hill je napustio seriju i oprostio se od lika Don Mattea. Od 5. epizode iste sezone naslijedio ga je novi svećenik Don Massimo, kojeg tumači Raoul Bova.

### Glavna glumačka postava
| Glumac/ica             | Lik                          |
| Terence Hill           | Don Matteo                   |
| Raoul Bova             | Don Massimo / Matteo         |
| Nino Frasica           | Narednik Cecchini            |
| Nathalie Guetta        | Natalina Diotallevi          |
| Francesco Scali        | Pippo Gimignani-Zarfati      |
| Caterina Sylos Labini  | Caterina Pappamozzi Cecchini |
| Flavio Insinna         | Flavio Anceschi              |
| Simone Montedoro       | Giulio Tommasi               |
| Maria Chiara Giannetta | Anna Olivieri                |
| Pamela Saino           | Patrizia Cecchini Tommasi    |
| Nadir Caselli          | Lia Cecchini                 |

## Epizode
| Sezona | Sezona | Epizode | Talijansko prikazivanje | Talijansko prikazivanje | Hrvatsko prikazivanje | Hrvatsko prikazivanje |
| Sezona | Sezona | Epizode | Premijera               | Finale                  | Premijera             | Finale                |
| ------ | ------ | ------- | ----------------------- | ----------------------- | --------------------- | --------------------- |
|        | 1.     | 16      | 7. siječnja 2000.       | 20. veljače 2000.       | 9. veljače 2016.      | 1. ožujka 2016        |
|        | 2.     | 16      | 21. kolovoza 2001.      | 9. prosinca 2001.       | 2. ožujka 2016.       | 24. ožujka 2016.      |
|        | 3.     | 16      | 27. rujna 2002.         | 15. studenoga 2002.     | 25. ožujka 2016.      | 15. travnja 2016.     |
|        | 4.     | 24      | 19. veljače 2004.       | 6. svibnja 2004.        | 18. travnja 2016.     | 19. svibnja 2016.     |
|        | 5.     | 24      | 1. veljače 2006.        | 27. travnja 2006.       | 20. svibnja 2016.     | 11. lipnja 2016.      |
|        | 6.     | 24      | 17. siječnja 2008.      | 10 travnja 2008.        |                       |                       |
|        | 7.     | 24      | 10. rujna 2009.         | 26. studenoga 2009.     |                       |                       |
|        | 8.     | 24      | 15. rujna 2011.         | 8. prosinca 2011.       |                       |                       |
|        | 9.     | 26      | 9. siječnja 2014.       | 10. travnja 2014.       |                       |                       |
|        | 10.    | 26      | 7. siječnja 2016.       | 14. travnja 2016.       |                       |                       |
|        | 11.    | 25      | 11. siječnja 2018.      | 19. travnja 2018.       | 19. siječnja 2022.    | 23. veljače 2022.     |
|        | 12.    | 10      | 9. siječnja 2020.       | 19. ožujka 2020.        | 20. siječnja 2023.    | 14. veljače 2023.     |
|        | 13.    | 10      | 31. ožujka 2022.        | 26. svibnja 2022.       | 22. veljače 2023.     | 22. ožujka 2023.      |
|        | 14.    | 10      | 17. listopada 2024.     | 26. prosinca 2024.      | TBD                   | TBD                   |

## Vanjske poveznice
- Don Matteo na IMDB-u